# 藍色光標
北京藍色光標數據科技股份有限公司（BlueFocus Communication Group，深交所：300058）是總部位於中華人民共和國北京市的一家公關代理、廣告和数字营销公司，成立於1996年。2010年在深圳证券交易所创业板上市。2018年4月，公司名稱從北京蓝色光标品牌管理顾问股份有限公司变更为北京蓝色光标数据科技股份有限公司。

## 外部連結
- 官方网站